# Gobernación de Salfit
La gobernación de Salfit (en árabe: سلفيت محافظة) es una de las dieciséis gobernaciones del Estado de Palestina. Está situada en el noroeste de Cisjordania, limita con la gobernación de Ramala y Al Bireh al sur, Nablus al este y Kalkilia en el norte, así como, con Israel al oeste. Su capital y ciudad más grande es Salfit. Según la Oficina Central Estadísticas de Palestina (PCBS), la provincia tenía una población de 64.129 habitantes a mediados del año 2006. En el censo de esa misma institución realizado en 1997, que registró 46.671 habitantes, los refugiados representaban el 7,7% de la población total. Había 23.758 hombres y mujeres 22.913.

## Localidades
- Biddya
- Bruqin
- Dar Abu Basal
- Deir Ballut
- Deir Istiya
- Farkha
- Haris
- Iskaka
- Izbat Abu Adam
- Kafr ad-Dik
- Khirbet Qeis
- Khirbet Susa
- Kifl Hares
- Marda
- Mas-ha
- Qarawat Bani Hassan
- Qira
- Rafat
- Salfit
- Sarta
- Yasuf
- Za'tara
- az-Zawiya

## Colonias y bases israelíes
- Alei Zahav
- Ariel
- Barkan
- El Matan
- Elqana
- Etz Efraim
- Havat Yair
- Immanuel
- Karnei Shomron
- Kfar Tapuach
- Kiryat Netafim
- Ma'ale Shomron
- Magen Dan
- Nofei Nehemia
- Nofim
- Peduel
- Revava
- Tapuach occidental
- Yakir